# Smert Ioanna Groznogo
Smert Ioanna Groznogo (ryska: Смерть Иоанна Грозного, fritt översatt: Ivan den förskräckliges död) är en rysk dramafilm från 1909, regisserad av Vasilij Gontjarov. Handlingen är baserad på Lev Tolstojs historiska drama om tsar Ivan den förskräckliges död. Filmen är Jakov Protazanovs debut som filmskådespelare. I vissa källor är han också listad som medregissör till filmen.

## Rollista
- A. Slavin – Ivan den förskräcklige
- S. Tarasov – Boris Godunov
- Jelizaveta Uvarova – tsaritsan Anastasia Romanovna
- Nikolaj Vekov – Grigorij Fjodorovitj Nagoj, bror till tsaritsan Maria Nagaja
- Jakov Protazanov – Garaburda [4]